# Balto III: Wicher zmian
Balto III: Wicher zmian (ang. Balto III: Wings of Change) – amerykański film animowany z 2004 roku, opowiadający o losach psa Balto.

## Obsada głosowa
- Maurice LaMarche – Balto
- Sean Astin – Kodi
- Jodi Benson – Jenna
- Charles Fleischer – Boris
- Keith Carradine – Duke
- Kevin Schon –
  - Muk,
  - Luk
- Jean Smart – Stella
- Bill Fagerbakke – Ralph
- Charity James – Dusty
- Kathy Najimy – Dipsy
- David Paymer – Mel
- Carl Weathers – Kirby

i inni

## Wersja polska
Wersja polska: Start International Polska

Reżyseria: Elżbieta Kopocińska-Bednarek

Dialogi polskie: Anna Celińska

Udział wzięli:
- Piotr Adamczyk – Balto
- Robert Tondera – Mel
- Jacek Kopczyński – Pan Simson
- Leszek Zduń – Kodi
- Zbigniew Suszyński – Ralph
- Elżbieta Kopocińska-Bednarek
- Paweł Szczesny – Conner
- Jacek Rozenek – Duke
- Tomasz Steciuk – Muc i Luk
- Brygida Turowska – Stella
- Piotr Bąk – Kirby